# Округ Бојд (Небраска)
Округ Бојд (енгл. Boyd County) је округ у америчкој савезној држави Небраска.

## Демографија
По попису из 2010. године број становника је 2.099, што је 339 (-13,9%) становника мање него 2000. године.
| Група             | 2000.         | 2010.         |
| Белци             | 2.409 (98,8%) | 2.024 (96,4%) |
| Афроамериканци    | 0 (0,0%)      | 1 (0,0%)      |
| Азијати           | 4 (0,2%)      | 17 (0,8%)     |
| Хиспаноамериканци | 2 (0,1%)      | 33 (1,6%)     |
| Укупно            | 2.438         | 2.099         |